# Buchen- und Eichenwälder in der Göhrde (mit Breeser Grund)
Buchen- und Eichenwälder in der Göhrde (mit Breeser Grund) este o arie protejată (arie specială de conservare — SAC, sit de importanță comunitară — SCI) din Germania întinsă pe o suprafață de 805,08 ha, integral pe uscat.

## Localizare
Centrul sitului Buchen- und Eichenwälder in der Göhrde (mit Breeser Grund) este situat la coordonatele 53°07′20″N 10°49′47″E / 53.1222°N 10.8297°E.

## Înființare
Situl Buchen- und Eichenwälder in der Göhrde (mit Breeser Grund) a fost declarat sit de importanță comunitară în ianuarie 2005 pentru a proteja 4 specii de animale. Situl a fost protejat și ca arie specială de conservare în iulie 2003.

## Biodiversitate
Situată în ecoregiunea atlantică, aria protejată conține 4 habitate naturale: Lacuri eutrofice naturale cu vegetație de tip Magnopotamion sau Hydrocharition, Pajiști uscate europene, Păduri de fag Luzulo-Fagetum, Păduri acidofile de stejar bătrân cu Quercus robur pe câmpii nisipoase.
La baza desemnării sitului se află mai multe specii protejate:
- mamifere (2): liliac cârn (Barbastella barbastellus), liliac comun (Myotis myotis)
- nevertebrate (2): rădașcă (Lucanus cervus), Osmoderma eremita Complex